# Dendropsophus ebraccatus
La rana arbórea amarillenta (Dendropsophus ebraccatus) es una especie de anfibio de la familia Hylidae.
Habita en Belice, Colombia, Costa Rica, Ecuador, Guatemala, Honduras, México, Nicaragua y Panamá.
Sus hábitats naturales incluyen bosques tropicales o subtropicales secos y a baja altitud, montanos secos, marismas de agua dulce, corrientes intermitentes de agua, pastos, plantaciones, zonas previamente boscosas ahora muy degradadas y estanques. Está amenazada de extinción por la destrucción de su hábitat natural.
Es el primer vertebrado conocido capaz de depositar sus huevos tanto en el agua como en la tierra.

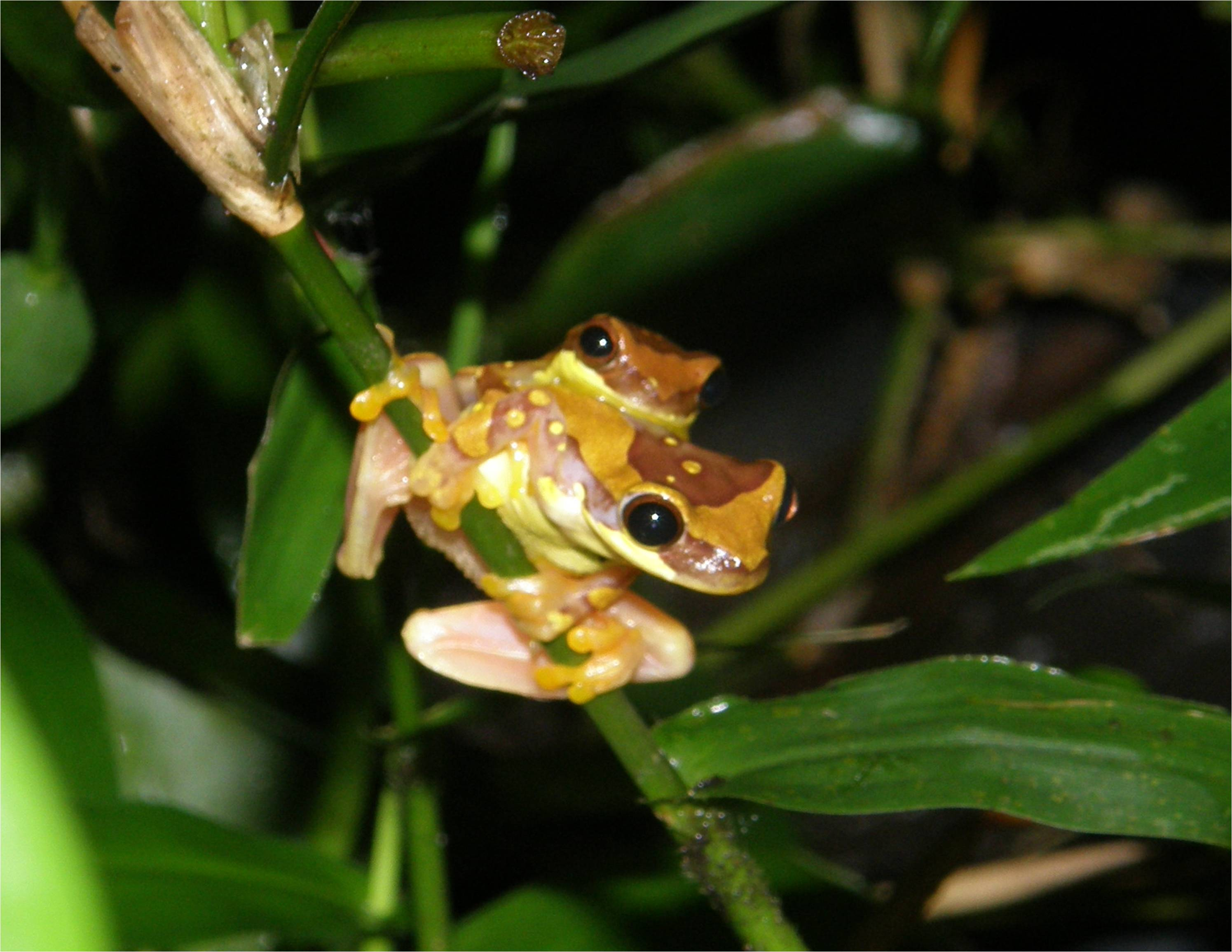
Reproducción
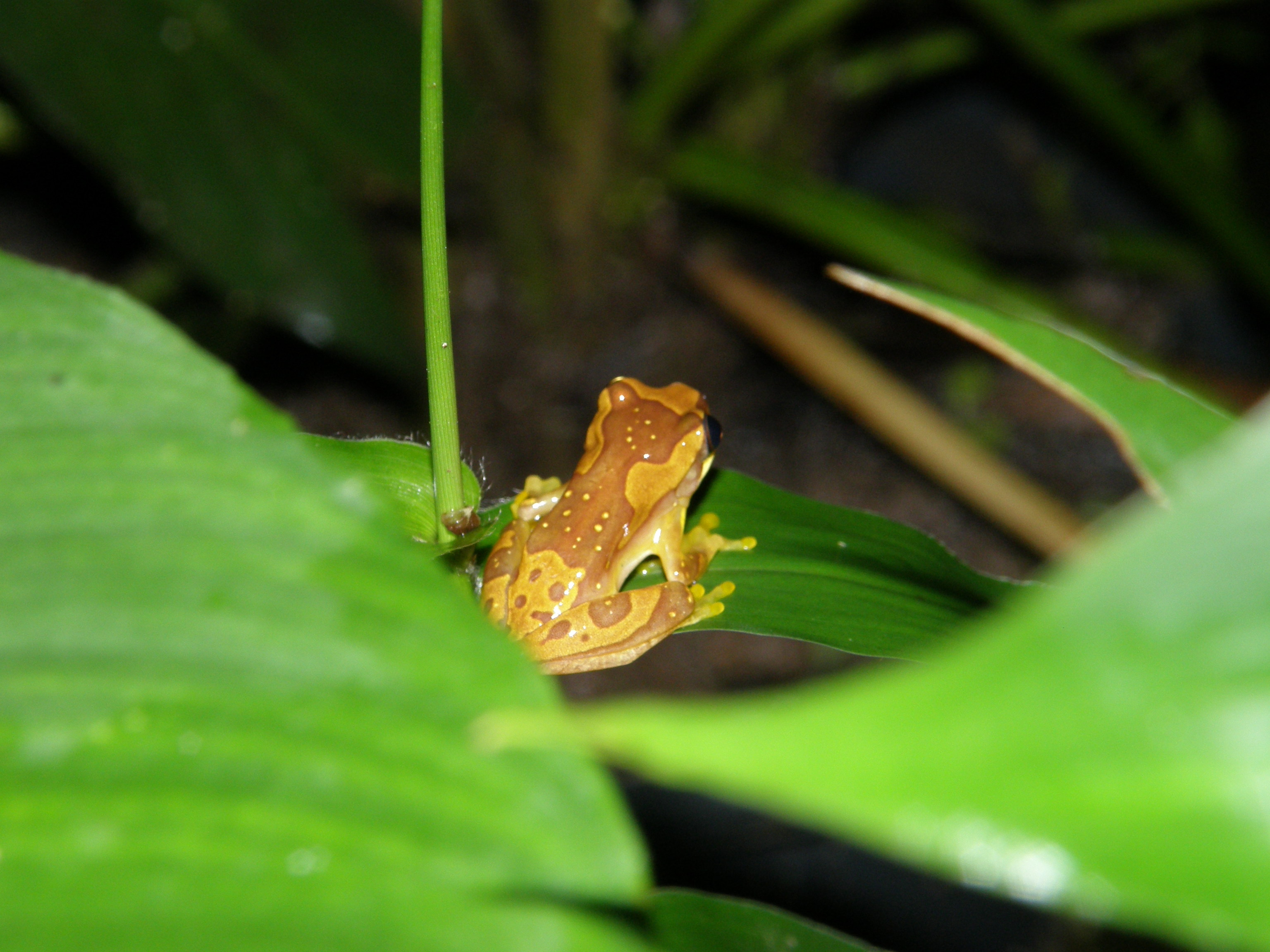
Vista dorsal